# Rhyacia arenacea
Rhyacia arenacea är en fjärilsart som beskrevs av George Francis Hampson 1907. Rhyacia arenacea ingår i släktet Rhyacia och familjen nattflyn. Inga underarter finns listade.